# Dungarpur

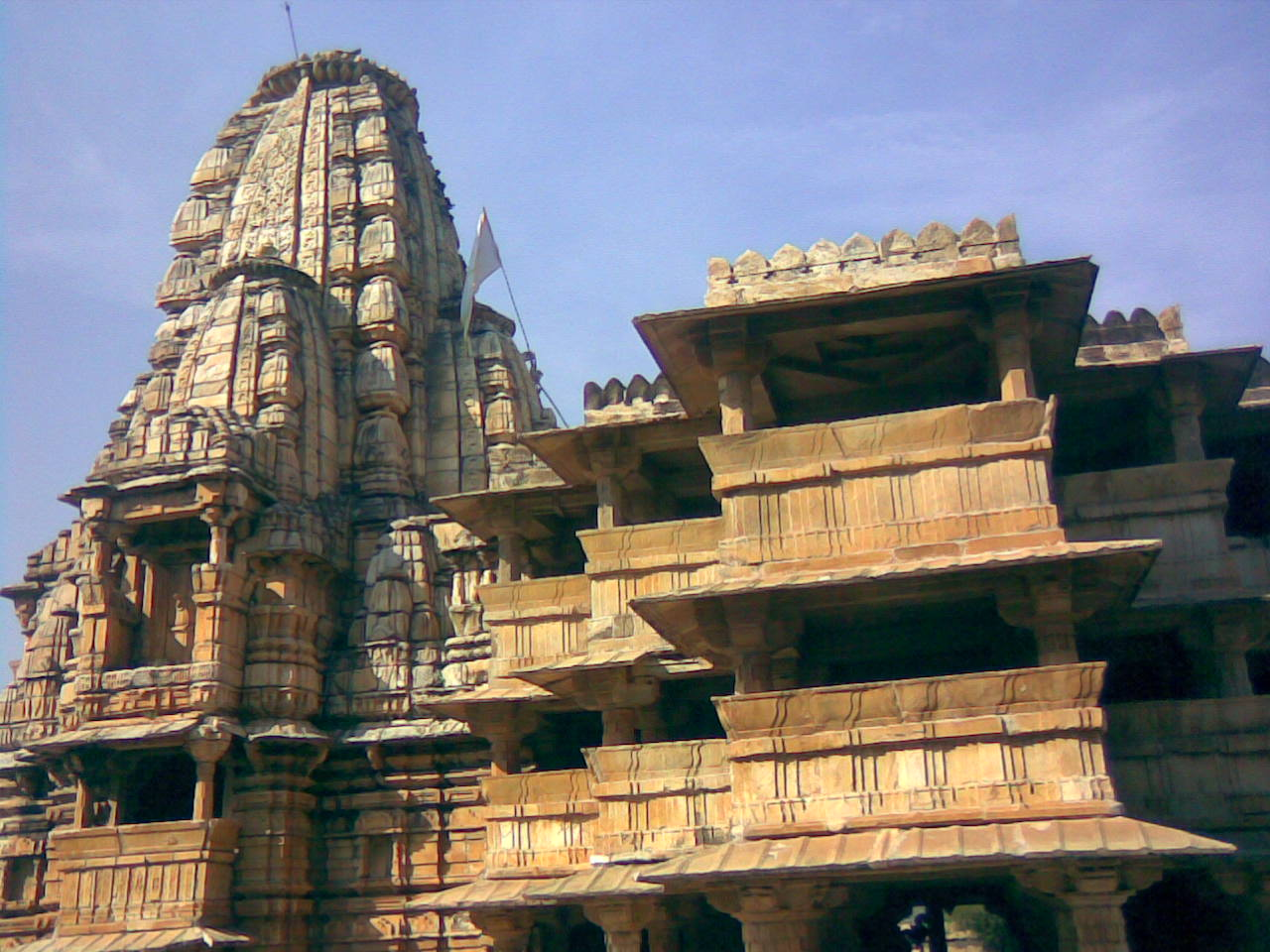
Templo Dev Somnath.

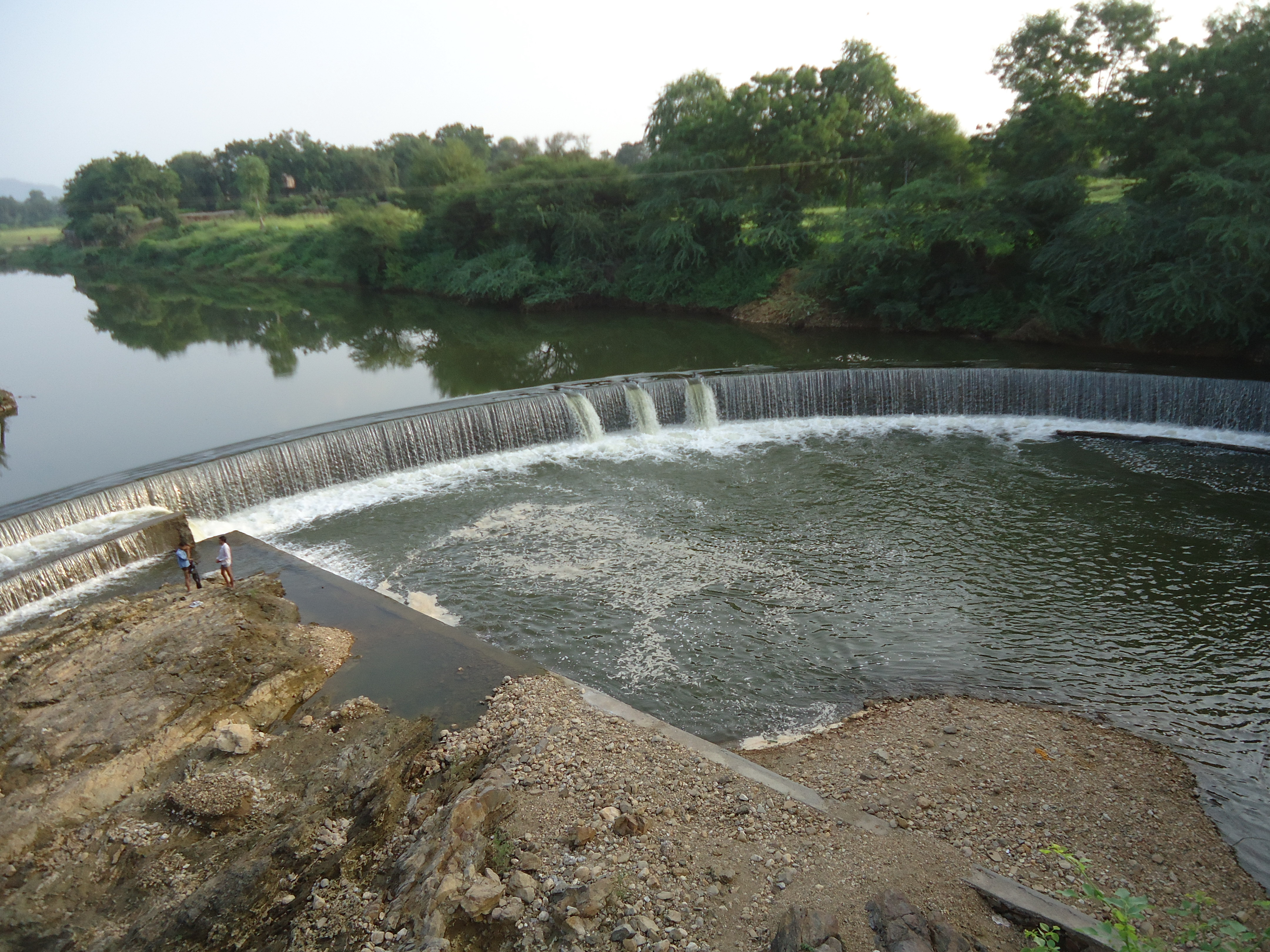
Puente de los Dos Ríos, Dungarpur.

Dungarpur es una ciudad situada en la parte más al sur de Rajastán, India. Es la sede administrativa del distrito de Dungarpur. Es la ciudad con el más rápido desarrollo en la zona meridional de Rajastán, junto con Aspur tehsil.

## Historia

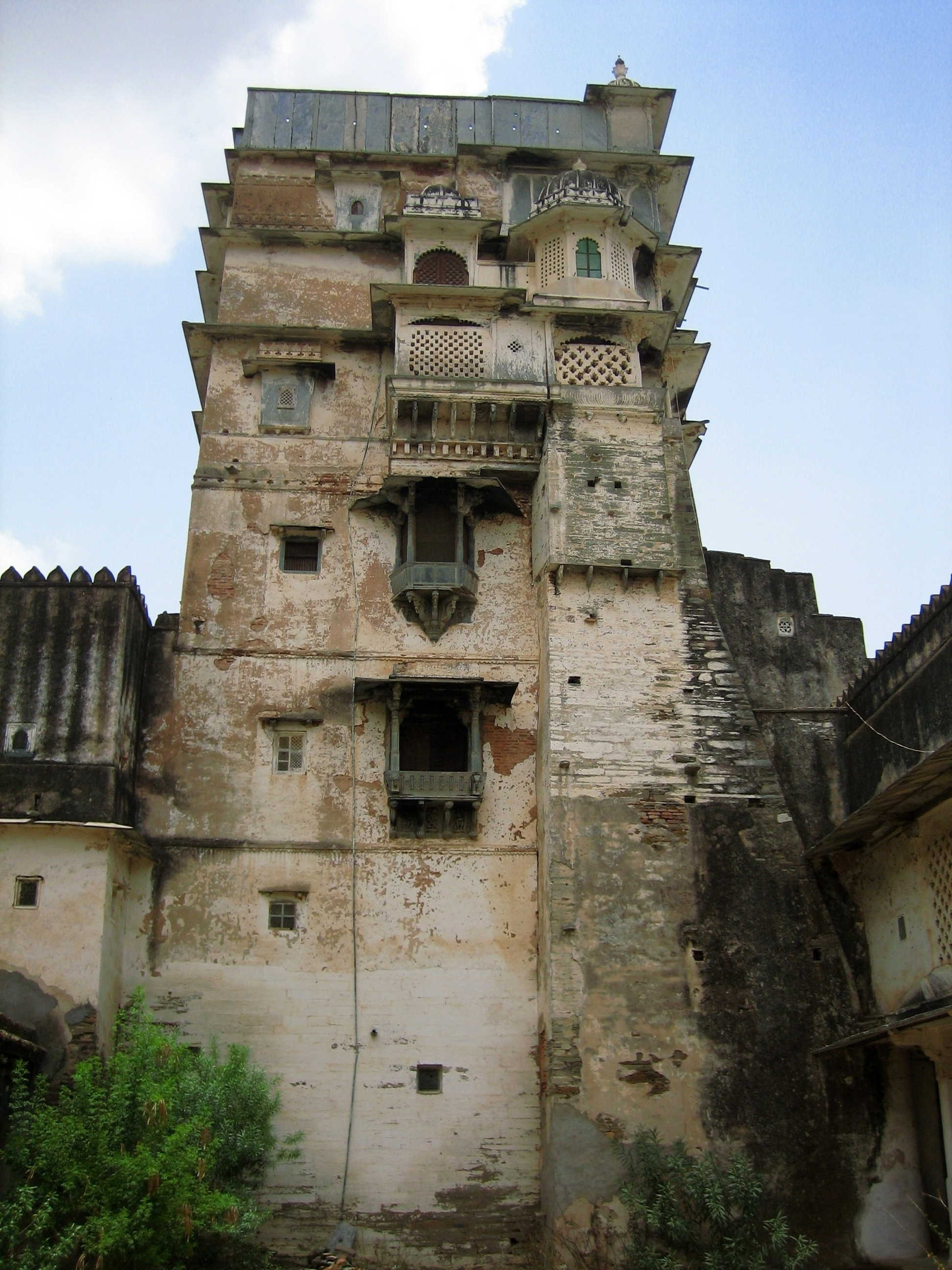
Haveli Juna Mahal, Dungarpur.

Dungarpur es la sede de la rama mayor de la dinastíaGuhilot del reino de Mewar. La sede de la rama más joven es la del maharana de Udaipur. La ciudad fue fundada en 1282 por Rawal Veer Singh, quien era el hijo mayor del gobernante de Mewar, Karan Singh. Son descendientes de Bappa Rawal, octavo gobernante de la dinastía Guhilot y fundador de la dinastía Mewar (r. 734-753).
Los jefes de Dungarpur llevan el título de maharawal ya que son descendientes de Mahup, el hijo mayor de Karan Singh, el jefe de Mewar en el siglo XII, y reclaman los honores de la línea mayor de Mewar. Mahup, desheredado por su padre, se refugió con la familia de su madre, los Chauhans de Bagar, y se hizo señor de ese país a expensas de los jefes bhil. Su hermano menor, Rahup, fundó una dinastía separada, la Sisodia.
La ciudad de Dungarpur, la capital del estado, fue fundada a finales del siglo XIV por Rawal Bir Singh, sexto descendiente de Sawant Singh de Mewar, que la denominó así en honor a Dungaria, un cacique independiente bhil que fue asesinado. Después de la muerte de Rawal Udai Singh de Bagar en la batalla de Khanua en 1527, donde luchó junto a Rana Sanga contra Babur, sus territorios fueron divididos en los estados de Dungarpur y Banswara. Sucesivamente estuvo bajo el control de los mogoles, maratas y el Raj británico por tratado de 1818, donde fue un estado de saludo de 15 cañones.
En 1901, la población total de Dungarpur era de 100.103 habitantes, mientras que la de la ciudad llegaba a 6.094. El último gobernante del principado de Dungarpur fue HH Rai-i-Rayan Maharawal Shri Lakshman Singh Bahadur (1918-1989), que fue premiado con la Orden de la Estrella de la India (KCSI) en 1935 y la Orden del Imperio de la India (GCIE) en 1947. Después de la independencia fue miembro del Rajya Sabha dos veces, en 1952 y 1958, y más tarde miembro de la Asamblea Legislativa de Rajastán (MLA) en 1962 y 1989.

## Demografía
Según el censo de la India de 2011, Dungarpur tenía una población de 47.706 habitantes. La población se compone de 52% hombres y 48% mujeres. Dungarpur tiene una tasa promedio de alfabetización del 76%, superior al promedio nacional del 59,5%. La tasa de alfabetización masculina es del 83% y la femenina, del 69%. En Dungarpur, el 13% de la población tiene menos de 42 años.

## Clima
El clima de Dungarpur es bastante seco. La temporada de verano es calurosa, pero más suave que la de la mayoría de las otras ciudades de Rajastán. La temperatura media en verano se sitúa en el rango de entre 26 °C y 43 °C. La temporada de invierno es bastante fresca. La temperatura media oscila entre los 9 °C y 25 °C. Laa precipitaciones mediaa anuales de Dungarpur oscilan entre 47 cm y 76 cm. La temperatura media en Durgapur es de 23 °C en noviembre con una humedad del 68%.